# Sabina Frederic
Sabina Andrea Frederic (Lomas de Zamora, 13 ottobre 1965) è una politica e antropologa argentina.

## Biografia
Laureatasi in Scienze Antropologiche presso l'Università di Buenos Aires ha successivamente conseguito un dottorato all'Università di Utrecht. Frederic è professoressa all'Università Nazionale di Quilmes e ricercatrice indipendente presso il CONICET. Durante la carriera accademica si è occupata di indagare gli aspetti storici ed emotivi delle forze di polizia e dei militari. Dal 2009 al 2011 ha ricoperto l'incarico di sottosegretaria della Formazione del Ministero della Difesa, mentre dal 2012 al 2014 è stata assessora del Ministero della Sicurezza.
Nel 2017 è entrata a far parte del Frente Federal Ciencia y Universidad, un gruppo accademico nato per contrastare i tagli all'istruzione apportati dal governo di Mauricio Macri.
Il 6 dicembre 2019 è stato annunciato che Frederic avrebbe formato parte del nuovo governo peronista di Alberto Fernández. Quattro giorni dopo fu nominata ministro della Sicurezza. Il 24 dicembre dello stesso anno Frederic ha emanato la Risoluzione 1231/19 che revocava parte delle misure introdotte nei protocolli di sicurezza dalla sua predecessora Patricia Bullrich. In particolare è stato limitato l'uso delle armi da fuoco da parte delle forze di polizia federali e ha istituito una commissione per regolare l'utilizzo dei taser.
In seguito alla crisi di governo scaturita per pessimi risultati conseguiti dalla coalizione di governo alle elezioni primarie del settembre 2021, Frederic è stata rimossa dal suo incarico e sostituita da Aníbal Fernández.

## Controversie
In un'intervista rilasciata ad una radio, Frederic ha risposto in merito all'aumento della criminalità nell'area metropolitana bonaerense che "la Svizzera è più tranquilla però è più noiosa".